# هوندسروگ
هوندسروگ (به لاتین: Hundsrügg) یک کوه در سوئیس است که در کانتون برن واقع شده‌است. هوندسروگ ۲٬۰۴۷ متر بالاتر از سطح دریا واقع شده‌است.